# Festival Internacional de Poesía Grito de Mujer
El Festival Internacional Grito de Mujer es un evento sociocultural realizado anualmente durante todo el mes de marzo en varios países y ciudades. Tiene como objetivo rendir homenaje a la mujer y abogar por la no violencia contra esta a través de la educación y las artes. Su primera edición tuvo lugar en el año 2011. Es convocado desde la República Dominicana, y acogido por poetas, artistas, grupos e instituciones solidarias de varios países del mundo. 

## Historia
Fue convocado por primera vez en la República Dominicana por el Movimiento Mujeres Poetas Internacional (MPI), con el propósito de promover la poesía contemporánea de mujeres poetas a nivel internacional permitiéndoles la participación de sus distintos eventos. El festival consiste en una cadena de eventos celebrados de manera simultánea en todo el mundo.
El primer festival fue realizado en el año 2011 a raíz de la muerte de la poeta y activista mexicana Susana Chávez y contó con 44 eventos en 18 países de habla hispana. En los dos años siguientes aumentaron los participantes, hasta llegar a los 33 países en 2013, con más de 100 eventos. En la actualidad, Grito de Mujer ha celebrado más de 1,000 eventos en 70 países en los cinco continentes. Ha sido destacado por la Revista Forbes Latioamérica, junto con su fundadora, como uno de los proyectos más creativos. 

## Impacto social
Va dirigido a mujeres de todos los ámbitos y la familia. Representa una manera directa de utilizar las artes como medio de concientización de la población, con miras a crear conciencia sobre el flagelo de la no violencia. Su rol principal consiste en ser una plataforma para la participación y promoción de todas las artes creadas por y para mujeres a nivel internacional, desde una perspectiva de género con conciencia social.
Sus participantes y colaboradores son mujeres en su mayoría, pero la participación masculina es también promovida mediante el segmento "Caballeros Solidarios", para concienciar a los hombres en la importancia de la unidad de ambos sexos en la lucha contra la violencia intrafamiliar. El festival incentiva a las mujeres a ser portavoces de su mensaje, a hablar, escribir o crear, como terapia sanadora y para levantar su autoestima especialmente, dirigida a aquellas que han sufrido algún trauma o abuso. También incluye actividades adicionales como: conferencias, talleres, charlas, exposiciones, etc.

## Eventos
Los eventos del festival constituyen una cadena simultánea que reúne a poetas, artistas y emprendedores de distintas generaciones y sirviéndoles de plataforma Internacional. Desde el 2022 y por los subsiguientes cinco años, Mujeres Poetas Internacional y su proyecto Grito de Mujer, formarán parte de las iniciativas de Generación Igualdad de la ONU Mujeres, como parte de un esfuerzo conjunto para erradicar la violencia contra las mujeres. Este festival ha sido apoyado por grupos literarios entre ellos instituciones de gran envergadura, tanto públicas como privadas, como Amnistía Internacional, El Instituto Cervantes, Casa Ghoete, el Instituto Cervantes, fundaciones, universidades, empresas, entre otras,. Entre los países participantes se destacan la República Dominicana, México España Estados Unidos, Colombia, Argentina, Australia, Noruega, Kosovo, Canadá, Reino Unido, Grecia, Italia, Serbia y otros lugares de Europa, Asia, y África.

### Participantes destacados
Algunos de los poetas participantes son:
| País                 | Invitados |
| -------------------- | --- |
| Brasil               | Tania Alegría, Tania Diniz, Clevanne Pessoa, otros. |
| Colombia             | Gabriela Arciniegas, Andrea Naranjo, Fabiola Acosta Espinosa, Patry Pacheco, Jill Arango Sarmiento, Vicky Osorio, Janeth Gallego, Nancy Mejia, Maitalea Fe, otras. |
| Cuba                 | Yenilen Mola, otros. |
| Guatemala            | Poetry Slam Guatemala, y Poetry Slam Xela. |
| México               | Elizabeth Cazessús, Maya Lima, Lu Schaffer, María Elena Solórzano, Mónica Reveles, Santa Rodal, Ticia Zamacona, Adriana Romero, Mariángel Posadas, Bárbara Durán, otros. |
| Nicaragua            | María Augusta Montealegre, Rubí Arana, otros. |
| República Dominicana | Mateo Morrison, Angela Hernandez, Federico Jovine Bermudez, Jeannette Miller, Luis Carvajal Nuñez Jimmy Valdez-Osaku, Yrene Santos, Yvelisse Fanith, Osiris Mosquea, Elsa Batista, Gladys Montolio, Elizabeth Balaguer, Jacqueline Guilamo, Norma Feliz, Ofelia Berrido, Maria Farazdel (Palitachi), Farah Hallal, Rafael Hilario Medina, Oscar Holguín-Veras, Hector (El Cuervo) Gerardo Mercedes, entre otras. |
| Kosovo               | Fahredin Shehu, Ilire Zajmi, Qibrije Demiri Frangu, otros. |
| Argentina            | Juan Gelman, Nora Hall, Patricio Raffo, María Paula Alzugaray, Gabriela De Cicco, Vicky Lovell, Florencia Giusti, María Paula Alzugaray, Fabricio Simeoni, Cecilia Ulla, Patricia Severín, Carmen Chauque, entre otros. |
| Ecuador              | Paulina Jaramillo, otros. |
| España               | Gema Bocardo, María José Contador, Vega Cerezo, Mara Romero Torres, Lilian Pallarés, Remedios Álvarez Díaz, Francisco Muñoz Soler, Pilar Baumeister (Pilar Andreo Vila), Amelia Díaz Benlluire, Rafael Soler, Esperanza Párraga, otros. |
| Estados Unidos       | Mecker G. Möller, Yosie Crespo, Ana Cecilia Blum, Colin Haskins, otros. |
| Alemania             | Vicky Prieto, Walter Trujillo, Sonia Solarte, otros. |
| Perú                 | Rosakebia Liliana Estela Mendoza, Ana del Cisne Minga Macas, Nora Alarcón, José Manuel Luque, entre otros. |
| Chile                | Victoria Herreros, Camila María Fadda Gacitúa, entre otros. |
| Australia            | Wa Poets, otros. |
| Reino Unido          | Sofía Buchuck, otros. |
| Israel               | Ernesto Kahan, otros. |

Se han sumado artistas como